# Ільхам Тохті
Ільхам Тохті (уйг. ئىلھام توختى, кит.: 伊力哈木·土赫提; нар. 25 жовтня, 1969) — китайський економіст, уйгурський правозахисник. Двічі заарештований за критику політики китайського уряду у ставленні до уйгурів. Засуджений до довічного ув'язнення. У 2019 рокові йому присудили премію Сахарова та премію Вацлава Гавела.

## Біографія
Народився 25 жовтня 1969 року у повіті Артуш, Сіньцзян-Уйгурского автономного району (СУАР). Він закінчив Північно-Східний педагогічний університет та школу економіки. Згодом став професором економіки Центрального університету національностей в Пекіні.
У 2006 році заснував вебсайт «Uyghur Online», в якому публікував статті уйгурською і китайською мовами, з метою розвитку розуміння між китайцями та уйгурами. Радіо Вільна Азія називала його блог помірним, інтелектуальним ресурсом з вирішення соціальних питань. В середині 2008 влада закрила його вебсайт . У березні 2009 року в інтерв'ю Радіо Вільна Азія Тохті відкрито розкритикував політику китайського уряду в СУАР . Він критикував політику заохочення ханьської міграції в СУАР, вважаючи що це посилює проблему безробіття серед уйгурів . Тохті стверджував, що при виконанні дослідження для уряду в 1990-х роках, він виявив, що в СУАР було зафіксовано 1,5 млн безробітних з населення менш ніж 20 млн осіб. Крім того він критикував губернатора СУАР Нур Бекрі, назвавши його «некваліфікованим» управлінцем . Тохті також закликав до повного здійснення закону КНР «Право на етнічну автономію» (від 1984) .
У березні 2009 року Тохті заарештували. Його звинувачували в сепаратизмі: У 2014 році Тохті засуджений на довічне позбавлення волі .

## Нагороди
У вересні 2019 року Парламентська асамблея Ради Європи удостоїла Тохті премії Вацлава Гавела за захист прав уйгурського населення КНР. Премію від імені Тохті отримав Енвер Кан з організації «Ініціатива Ільхама Тохті».
У 2019 Тохті також удостоєний міжнародної премії Сахарова. Премія була присуджена Тохті за «зусилля з розвитку взаєморозуміння між китайцями та уйгурами». Президент Європейського парламенту Давид Сассолі закликав керівництво КНР негайно звільнити Тохті.